# Javier Couso Permuy
Javier Couso Permuy (Ferrol, 8 de novembre de 1968) és un polític espanyol, diputat al Parlament Europeu entre 2014 i 2019.
Nascut el 8 de novembre de 1968 a Ferrol, és germà de José Couso, periodista mort el 2003 a l'Iraq a causa de l'artilleria d'un tanc nord-americà. Membre a la seva joventut de la banda punk Sin Dios, i format com a tècnic de so cinematogràfic i com a periodista audiovisual, ha treballat com a músic, llibreter i missatger.
Candidat al número 7 de la llista de L'Esquerra Plural per a les eleccions al Parlament Europeu de 2014 a Espanya, es va convertir en eurodiputat el 15 de juliol de 2014, en substitució de Willy Meyer.
De cara a les eleccions europees de 2019, Couso va ser anunciat com a cap de llista d'Esquerra en Positiu, el partit polític fundat per Francisco Frutos.